# Atanasi III d'Alexandria
Atanasi III d'Alexandria va ser patriarca Ortodox d'Alexandria de l'any 1276 al 1316.
Era monjo en un monestir del Mont Sinaí. Quan va morir Nicolau II va ser nomenat patriarca, i va buscar refugi a Constantinoble fugint de les persecucions dels àrabs. Era encara allà quan es va dur a terme l'entronització com a patriarca de Constantinoble de Joan XI Vec (Βέκκος) al lloc de Josep Galesiotes, oposat a la política religiosa de l'emperador Miquel VIII Paleòleg (1261-1282), que treballava per unificar les esglésies catòlica i ortodoxa. Atanasi va refusar la unió de les dues esglésies. L'any 1282 va presidir el Sínode que va deposar Joan XI Vec a petició del nou emperador Andrònic II Paleòleg que va restaurar Josep, ja molt vell i moribund. L'any 1308 l'emperador el va expulsar de Constantinoble i va viatjar per Grècia fins que va tornar a un monestir de Creta que pertanyia al Mont Sinaí, on va morir en una data indeterminada.